# Grup Islàmic Combatent Marroquí
El Grup Islàmic Combatent Marroquí (GICM) és una organització jihadista salafista afiliada a Al-Qaida. És una de les diverses franquícies nord-africanes que es va produir a l'Afganistan durant el mandat dels talibans. L'organització i els seus membres associats han estat vinculats a importants atemptats, inclosos els atacs de Casablanca de 2003 que van matar trenta-tres persones i l'atemptat de Madrid de l'11 de març de 2004 que deixar 191 víctimes. Es considera que s'han reprimit nombroses cèl·lules a Europa, ja que les capacitat del GICM han deteriorat de manera significativa.

## Història

### Context
El GICM va ser fundat en els anys noranta per reclutes marroquins dels camps d'entrenament d'Al-Qaida a l'Afganistan i antics veterans mujahidins de la guerra afganosoviètica. Formada com una escissió dels grups Harakat al-Islamiya al-Maghrebiya al-Mukatila i Chabiba Islamiya, l'objectiu declarat del GICM era establir un estat islàmic al Marroc. El grup obtenia els diners d'activitats criminals com robatoris, extorsions, falsificació de documents, el narcotràfic i tràfic d'armes a través del nord d'Àfrica i d'Europa. Una cèl·lula primerenca afiliada al grup va ser l'encarregada de matar dos turistes espanyols a l'hotel Atlas Asni de Marràqueix l'agost de 1994. El líder ideològic del grup va ser Ahmed Rafiki, conegut com a Abed Hodeifa, que va ser l'encarregat d'organitzar lluitadors marroquins a l'Afganistan.

### Atemptats associats al GICM
Juntament amb altres afiliats d'Al-Qaida, el GICM va ser prohibit a tot el món pel comitè 1267 de les Nacions Unides després dels atemptats de l'11 de setembre de 2001. El grup va ser posteriorment vinculat a diversos atacs. El 2003 dotze suïcides del grup associat Salafia Jihadia van ser responsables dels atacs suïcides coordinats a Casablanca que van causar trenta-tres morts. Almenys vuit de les persones condemnades després dels atemptats van ser acusades de ser membres del GICM. Nourredine Nafia, un líder important del grup, va ser sentenciat a vint anys de presó i Saad Houssaini, el sospitós cap del grup militar (arrestat el 2007), va ser sentenciat a quinze anys.
Un any després dels atemptats de Casablanca, el GICM es va convertir en el principal sospitós després dels atacs de Madrid del 2004 que van matar a 191 persones i ferir més de 2000. Una cèl·lula relacionada amb els atacs es va associar amb el GICM a través de Youssef Belhadj i Hassan el-Haski, que es van establir a Bèlgica. Jamal Zougam, un dels principals responsables, havia conegut líders del GICM com Mohammed al-Guerbouzi (conegut com a Abou Issa) al Regne Unit i Abdelaziz Benyaich al Marroc.
El grup també va estar vinculat als atemptats de Casablanca 2007. A més, ha estat actiu en el reclutament de combatents jihadistes a l'Iraq. El GICM ha estat responsable d'almenys un atemptat suïcida contra la Força Multinacional - Iraq.

## Activitats i cèl·lules
Una gran part dels membres del GICM provenien de la diàspora marroquina a l'Europa occidental, on van estar involucrats en una sèrie de trames terroristes. L'organització a Europa es basa al Regne Unit, però ha tingut nombroses cèl·lules, incloses les cèl·lules dorment sa Espanya, Bèlgica, Itàlia, França, Dinamarca, Turquia, Egipte i els Països Baixos.
Es creu que l'organització europea ha estat dirigida per Mohammed al-Guerbouzi, de nacionalitat britànica i que l'any 2001 va ser detingut per les autoritats iranianes i extradit al Regne Unit. Va ser condemnat in absentia a vint anys de presó al Marroc pel seu paper en el atemptats de Casablanca de 2003. Una cel·la belga liderada per Abdelkader Hakimi, Lahoussine el-Haski, Mostafa Louanani i altres vuit homes va ser declarada culpable el 2006. També es van detenir membres del GICM a Espanya i França. Quatre membres van ser arrestats a les illes Canàries el desembre de 2004, sospitosos de preparar-se per establir una nova base per al grup. Els grups Rabet i Nakcha, amb seu a Catalunya i que van reclutar suïcides a l'Iraq, van ser desmantellats els anys 2005 i 2006. A París, es van detenir tretze persones sospitoses de llaços amb el GICM el 2004. L'imam d'una mesquita a Varese (Itàlia) va ser acusat de recollir fons reclutar membres pel GICM i va ser extradit al Marroc el 2008. Segons la Policia Federal del Brasil, el GICM és un dels set grups terroristes islàmics actius al país i a la zona fronterera amb l'Argentina i el Paraguai. El grup també ha tingut activitat al Canadà.
El 2010 es va considerar que la major part del lideratge de l'organització havia estat empresonat o assassinat, encara que cèl·lules anteriors i els seus membres en general encara es consideraven una amenaça. Encara que no s'ha confirmat oficialment, segons algunes fonts, el grup s'hauria unit a Al-Qaida del Magrib Islàmic (AQMI). Una cel·la amb vint-i-set membres detinguts a Tetuan el gener de 2007 tenia enllaços logístics i financers amb el GICM i AQIM. Mohamed Moumou (també conegut com a Abu Qaswarah), el segon comandant d'Al-Qaida a l'Iraq, va ser originalment un membre clau del GICM. Karim el-Mejjati, un altre líder fundador del grup, va morir el 2005 després d'haver-se convertit en líder d'Al-Qaida a l'Aràbia Saudita.

## Relacions estrangeres
Els següents països i organitzacions han definit oficialment el Grup Islàmic Combatent Marroquí com una organització terrorista.
| País/Organització                  | Data            | Referències |
| Organització de les Nacions Unides | 10 octubre 2002 | [ 2 ]       |
| Estats Units d'Amèrica             | 5 desembre 2002 | [ 1 ]       |
| Regne Unit                         | 14 octubre 2005 | [ 26 ]      |